# Algimia de Almonacid

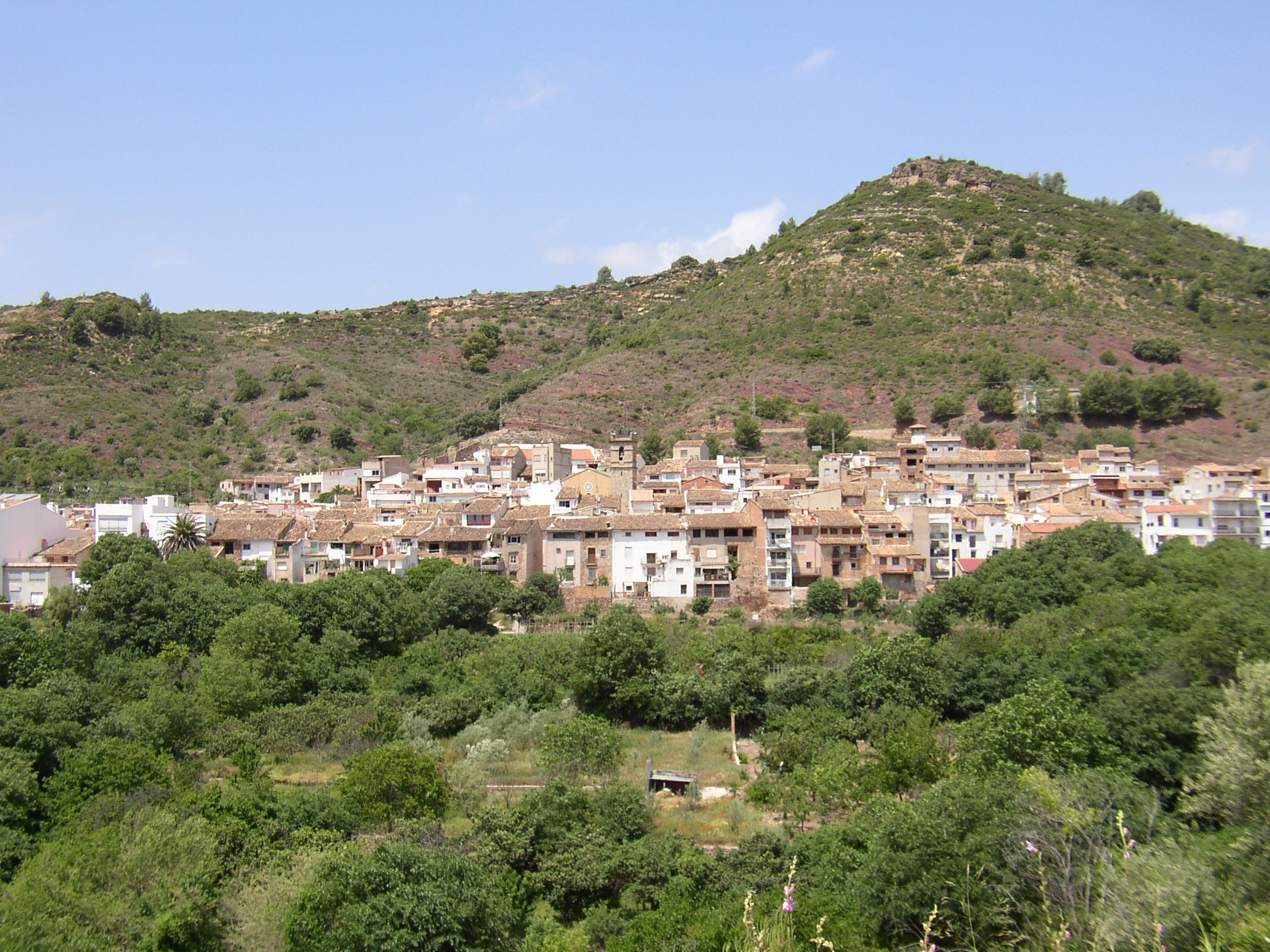
Algimia de Almonacid.

Algimia de Almonacid là một đô thị trong tỉnh Castellón, Cộng đồng Valencia, Tây Ban Nha. Đô thị Algimia de Almonacid có diện tích 20,3 km², dân số theo điều tra năm 2010 của Viện thống kê quốc gia Tây Ban Nha là 326 người. Đô thị Algimia de Almonacid nằm ở khu vực có độ cao 486 mét trên mực nước biển.